# Aventură la castel
Aventură la castel (titlul original: în germană Abenteuer im Schloss) este un film de comedie muzicală austriac, realizat în 1952 de regizorul Rudolf Steinboeck, protagoniști fiind actorii Doris Kirchner, Erni Mangold, Herta Staal și Hermann Thimig.

## Rezumat
Revista de senzații, pe care a montat-o regizorul Wilibald Müller, se plimbă fără succes prin sate și orașe mici. Dansatorii, pe care Wilibald i-a angajat cu mari promisiuni imediat după studii, sunt frustrați pentru că nu au voie să danseze ceea ce pot face cu adevărat. Wilibald, în schimb, se deznădăjduiește de lipsa banilor, de locurile insuficiente pentru spectacole și de publicul complet dezinteresat care preferă să meargă la cinematograf. Când dansatoarea principală Marianne se îmbolnăvește și ea, revista se mută în orașul alăturat pentru a găsi un medic.
Pe drum, mașina revistei are un accident pe teren deschis și grupul de teatru fuge în ploaie la un castel din apropiere. Rezidenta, care se numește doar „doamna profesoară”, și servitorul ei Jakob, oferă o cazare improvizată pentru artiști, deoarece aceștia nu sunt pregătiți să primească vizitatori și suferă ei înșiși de dificultăți financiare acute. Tânărul Georg, pe care doamna profesoară îl tratează ca pe fiul ei, s-a săturat de situația dezolantă: el vinde castelul, care nu-i aparține, unui potențial cumpărător pentru o strângere de mână, la un joc de cărți.
Din cauza sănătății precare a Mariannei, grupului de revistă i se permite să rămână mai mult în castel. Georg deschide vânzarea planificată a castelului, dar îi liniștește pe toți când profesoara se prăbușește. Nu a semnat un contract, doar și-a dat cuvântul. Grupului de revistă îi vine o idee, pentru a pune în funcțiune castelul și anume, vor să transforme castelul într-un hotel. Ei primesc o ipotecă de la bancă și în curând pot deschide castelul ca hotel. Cumpărătorul castelului și prietenii săi apar la deschidere. Aceștia insistă asupra validității legale a achiziției, mai ales că Georg acceptase deja un avans de 100 de șilingi de la ei și se cazează la hotel, pe care vor să-l părăsească doar după ce contractul a fost semnat legal.
Membrii revistei, care preiau și serviciile în hotel, exersează în secret în timpul liber, la un festival de dans, care ar trebui să atragă în sfârșit oaspeți adevărați la hotel. Dansurile medievale necesită costume de doamne de castel și de cavaleri. Când unul dintre dansatorii în costum de cavaler trece prin hotel, cumpărătorul crede că este bântuit de stafii. Vestea se răspândește și în curând sosesc numeroși oaspeți la castel.
Cu toate acestea, prima încercare conștientă a dansatorilor de revistă de a-i speria pe oaspeți, iese prost și astfel dansatorii dezvăluie adevărul, că sunt de fapt dansatori de revistă, că au pus în scenă speriatul din necesitate și ar prefera să distreze oaspeții cu un spectacol de dans. Acesta este un mare succes și impresarul Robert de la operă, care se numără printre invitați, le face o propunere de angajare. Între timp, Georg îl poate da în vileag pe cumpărătorul castelului pentru trișare cu carțile de joc și îl dă pe mâna poliției care îl arestează, astfel încât castelul este salvat.
Puțin timp mai târziu, dansatorii din revista își îndeplinesc prima apariție pe scenă. Un grup de dansatori interpretează baletul „Cenușăreasa” în curtea castelului, iar spectacolul are un mare succes.

## Distribuție
- Doris Kirchner – Marianne
- Erni Mangold – Mizzi
- Herta Staal – Hansi
- Hermann Thimig – Direktor Wilibald Müller
- Susanne Engelhart – Frau Professor
- Karl Skraup – Jakob
- Ernst Stankovski – Raimund
- Erwin Strahl – Walter
- Gerhard Riedmann – Georg
- Robert Tessen – Fred
- Rudolf Rhomberg – Karl
- Karl Fochler – Baron von Forstenau
- Lotte Lang – Frau Simone Schimek
- Karl Bachmann – Herr Schimek
- Anni Korin – Inge
- Hertha Martin – Fritzi
- Dolores Ling – Senta
- Anneliese Iser – Christl
- Margit Gall – Edith
- Hugo Gottschlich – Herr Wagner
- Eva Syld-Simmel – Frau Wagner
- Karl Böhm – Herr Schister
- Evi Servaes – Frau Schister
- Bibiane Zeller – Jane
- Fritz Eckhardt – Schlosskäufer
- Kurt Sowinetz – sein Kumpan